# Miron Babiak
Miron Babiak (ur. 31 stycznia 1932 w Sanoku, zm. 25 września 2013 w Gdyni) – polski kapitan żeglugi wielkiej, najbardziej znany jako dowódca polskiego statku badawczego "RV Profesor Siedlecki" w czasie wypraw naukowych na wody antarktyczne.

## Życiorys
Ukończył Szkołę Rybołówstwa Morskiego (od 1968 część Akademii Morskiej w Gdyni). Od 1951 roku pełnił funkcję pierwszego oficera na statkach należących do Przedsiębiorstwa Połowów Dalekomorskich Dalmoru. W 1959 został kapitanem, a cztery lata później uzyskał tytuł kapitana żeglugi wielkiej.
W 1968 ustanowił dzienny rekord połowów na statku "Gen. Rachimow" na morzach wokół Labradoru.
W 1975 r. kapitan Miron Babiak objął dowództwo na polskim statku badawczym "RV Profesor Siedlecki". Wyprawa miała na celu przeprowadzenie badań biologicznych zasobów występujących w okolicach Wysp Kerguelena.
Sukces tej wyprawy dał początek kolejnym trzem ekspedycjom statku "Profesor Siedlecki".
W dowód uznania wysokich kwalifikacji i umiejętności dowódczych w czasie rejsów i wypraw naukowych prowadzonych w ekstremalnie trudnych warunkach kapitan Miron Babiak był wielokrotnie odznaczany, a w 1977 roku został wybrany Gdańszczaninem Roku.